# Benjamin Ikes
Benjamin Ikes (* 1978 in Bocholt) ist ein deutscher Filmeditor. 

## Leben und Wirken
Benjamin Ikes hat in Köln Schnitt/Filmmontage studiert, lebt in Berlin und arbeitet als freier Filmeditor für unterschiedliche Film- und Fernsehproduktionen.
Ikes ist Mitglied im Bundesverband Filmschnitt Editor (BFS).

## Filmografie (Auswahl)
- 2000–2001: Lindenstraße (Fernsehserie)
- 2005: Wahrheit oder Pflicht
- 2009–2012: Stromberg (Fernsehserie)
- 2009: Der  kleine Mann (Fernsehserie)
- 2011: IK1 – Touristen in Gefahr (Fernsehserie)
- 2011: Der Tatortreiniger (Fernsehserie)
- 2014: Stromberg – Der Film
- 2015: Vorsicht vor Leuten
- 2015: Ein Mord mit Aussicht
- 2016: Friesland – Klootschießen (Fernsehreihe)
- 2017: Magical Mystery oder: Die Rückkehr des Karl Schmidt
- 2017: Das Institut – Oase des Scheiterns (Fernsehserie, 4 Folgen)
- 2019: Check Check (Fernsehserie, 2 Folgen)
- 2020: Tatort: Das Team
- 2021: Sörensen hat Angst
- 2022: Buba
- 2022:  Das Begräbnis (Fernsehmehrteiler)
- 2023: Sörensen fängt Feuer
- 2024: Kurzschluss hoch drei (Kurzfilm)

## Auszeichnungen
- 2012: Grimme-Preis für den Schnitt der Serie Der Tatortreiniger[3]
- 2013: Grimme-Preis für den Schnitt der Serie Der Tatortreiniger[4]